# Volkscommune
Een volkscommune was het hoogste niveau binnen de bestuurlijke verdeling van plattelandsgebieden in de Volksrepubliek China van 1958 tot 1982/1985. In de volksmond werd het eten vanuit grote woks genoemd.
De volkscommune was verdeeld in productiebrigades en productieteams. Zij had een overheids-, politieke en economische functie.
Tijdens de Grote Sprong Voorwaarts van Mao Zedong werden volkscommunes opgericht. Deze moesten de economische achterstand van het land aanpakken. In de volkscommune had niemand eigen bezittingen. Alles wat men kon gebruiken werd gedeeld, van productiemiddelen tot eetstokjes. De kinderen kregen les in de dorpsschool over hoe ze een communistische kameraad konden worden. Volwassenen werkten gezamenlijk op het land. Speciale werkploegen moesten zorgen voor de dagelijkse maaltijden in een grote gaarkeuken. Er werd gebruikgemaakt van grote woks; vandaar de naam in de volksmond. De kinderen en volwassenen aten gescheiden. Als het eten op was, moest men weer terug naar school of het land. De winst die gemaakt werd, werd onder de bevolking in de desbetreffende volkscommune verdeeld. Volkscommunes hadden een grote blijk van collectivisme.
De volkscommune had kenmerken van een socialistische kibboets.